# عدول
في المغرب العَدْل (وجمعه العُدول) أو خِطَّة العدالة هي مهنة حرة تمارس حسب الاختصاصات والشروط المحددة بمقتضى القانون رقم 16.03 المتعلق بخطة العدالة وفي النصوص القانونية الخاصة. وتندرج هذه المهنة ضمن المهن المساعدة للقضاء.
يَخْتَصُّ العدل بتوثيق العقود التي أوجبت مدونة الأسرة المغربية توثيقها كعقد الزواج والرِّجْعَة فضلًا عن حلات الطلاق والفصل في قضايا الميراث، فالقانون منح للعدول وحدهم توثيق قضايا الأسرة، كما يُمكنهم صياغة وتوثيق بعض العقود القانونيّة الأخرى كالعقود العقارية وغيرها.
لدى العدول في المغرب مكاتب مشابهة لمكاتب كُتَّاب العدل والموثقين المدنيين مع بعض الاختلافات البسيطة. لطالما كانت هذه المهنة حكرًا على الرجال، لكنّ عام 2018 شهد تغييرًا كبيرًا حينما سُمح لأول مرة للنساء بمزاولة المهنة وتوثيق حالات الزواج والطلاق وغير ذلك. 